# Ахмад ібн аль-Хасан аль-Кальбі
Ахмад I ібн аль-Хасан аль-Кальбі аль-Муїззійя (араб. محمد بن الحسن الكلبي; д/н–969) — 2-й емір Сицилійського емірату в 964—969 роках.

## Життєпис
Походив з династії Кальбітів. Син еміра Хасана. З 953 року долучається до державних справ, фактично ставши співправителем батька. У 961 році очолив облогу візантійського міста Тавроменій на Сицилії, яке захопив після 9-місячної облоги.
Згодом зі своїм стриєчним братом Аль-Хасаном очолив облогу міста Роммета. У 964 році після смерті батька став новим еміром Сицилії, що було затверджено фатімідським халіфом Аль-Муїззом. Втім мусив перейти до оборони від військ Мануїла Фоки, який відвоював Таврмоеній, Гімеру і Сіракузи. Проте Ахмад біля Рометти завдав нищівної поразки візантійцям, де загинув Фока. За цим відвоював усі раніше втрачені міста, а потім захопив Рометту. У 965 році у морській битві в Мессінській протоці знищив візантійський флот.
У 967 році на заклик халіфа перебрався до Іфрікії, де мав брати участь у поході з підкорення Єгипту. Але напередодні початку кампанії у 969 році раптово помер. Цим намагався скористатися його вільновідпущеник Яїш, що захопив владу, але того повалив брат Ахмада — Абу'л-Касім.